# Spondej
| Dvojslabičné | Dvojslabičné                |
| ------------ | --------------------------- |
| ◡ –          | jamb                        |
| – ◡          | trochej                     |
| –            | spondej                     |
| Trojslabičné |                             |
| ◡            | tribrachys                  |
| – ◡          | daktyl                      |
| ◡ – ◡        | amfibrach                   |
| ◡ –          | anapest                     |
| Kombinované  |                             |
| – ◡ – ◡      | daktylotrochej              |
| Legenda      |                             |
| –            | dlouhá, přízvučná slabika   |
| ◡            | krátká, nepřízvučná slabika |

Spondej je dvojslabičná sestupná stopa, která se skládá ze dvou dlouhých slabik s těžkou dobou (tzv. teze) na první slabice [– –]. Vyskytuje se v časoměrném verši. Historicky byla využívána ve starořecké literatuře a římské literatuře.
Spondej se vyskytuje v daktylském hexametru, kde relativně často docházelo k tomu, že byly spondeji nahrazeny první čtyři daktyly. Pokud spondej nahradil i pátý daktyl, hovoříme o tzv. spondejském verši (lat. versus spondiacus). Spondejský verš je spíše neobvyklou variantou a v římské literatuře se vyskytuje spíše vzácně.